# Nationalsozialistischer Deutscher Studentenbund
Le Nationalsozialistischer Deutscher Studentenbund (NSDStB, ou NSD-Studentenbund) ou Union des étudiants nationaux-socialistes allemands était une organisation du parti nazi fondée en 1926 à destination des étudiants et chargée de répandre l’idéologie du parti dans l’enseignement supérieur et le milieu universitaire.